# Драгар, Резека
Резека (Резка) Терезия Драгар (словен. Rezka Terezije Dragar, серб. Резека Терезиjе Драгар), в девичестве Южина (словен. Južina, серб. Jужина; 16 ноября 1913 — 17 октября 1941) — югославская словенская партизанка, участница Народно-освободительной войны Югославии. Народный герой Югославии.

## Биография
Родилась 16 ноября 1913 в Любляне.
Её мать была поваром и работала в Любляне. Хотя она была замужем, через шесть недель после рождения она оставила Резеку на попечение семьи Похлин в селе Сподня-Лока близ Крашнье. После Первой мировой войны мать уехала в Белград и вышла там второй раз замуж. Иногда она отправляла дочери деньги, а также встречалась с ней (но очень редко).
Резка проживала в селе, училась в школе в Крашнье. В 14 лет устроилась горничной в Домжале, в 16 лет (1929 год) устроилась на работу на текстильную фабрику «Эйфлер» в Любляне. Проживала в те годы в селе Чрнуче недалеко от города. На фабрике вступила в синдикат и занялась культурно-просветительской деятельностью под покровительством Коммунистической партии Югославии.
Из-за участия в забастовке была уволена и уехала в Крань на текстильную фабрику «Югочешка». В 1936 году приняла участие в очередной крупной забастовке, после которой повторно была уволена. Некоторое время работала в Оточе на текстильном предприятии вместе с другими уволенными. Ещё в течение нескольких месяцев работала на фабриках «БеерХриберник», на Броде около Любляны. Наконец, её восстановили в должности рабочей на фабрике «Эйфлер», хотя её участия в забастовках не прекратились. В конце 1939 года Резка была принята в компартию Югославии, а через год вышла замуж за рабочего Тоне Драгара.
В 1941 году Югославия вступила во Вторую мировую войну, но её войска были разбиты наголову немецкой армией. Село Чрнуче перешло под контроль немецкой администрации, а Любляна под контроль итальянцев. Оккупанты изначально разрешали местным жителям переходить из одной оккупационной зоны в другую, но после нападения Германии на СССР это было запрещено. А затем немцы начали охоту на коммунистов Югославии и их массовое истребление. Резка ушла в подполье, укрываясь среди друзей и родных. Её муж Тоне Драгар остался в Любляне, но в 1942 году вступил в партизанские войска, дослужившись до звания подпоручика НОАЮ, и погиб в 1945 года в Словенском Приморье.
В июле 1941 года Резка вступила в ряды солдат Рашицкой партизанской роты, которая вела борьбу с оккупантами к северу от Любляны. Партизаны в одном из своих рейдов уничтожили немецкий автомобиль с шестью пассажирами, что привело к началу карательных походов немцев. Рашицкая рота была разбита полицейскими, и партизаны по группам попытались вырваться из кольца окружения. Одна из таких групп, в которой была Резка, скрылась в деревне Села близ Водицы. Однако один из партизан предал роту и рассказал немцам о её местонахождении. Немцы нашли деревню и вступили в бой с партизанами.
В результате битвы пять безоружных человек попали в плен к немцам, а ещё двое погибли, оказывая сопротивление. В Бегунье гестаповцы начали пытки и издевательства над Резкой, но она отказалась выдавать своих товарищей и переходить на сторону немцев. 17 октября 1941 Резку и ещё 16 человек привели в село Ланцово, на сожжённую партизанами лесопилку, где всех они были расстреляны. Резка как женщина-партизанка и главная заговорщица была расстреляна первой.
Посмертно словенская партизанка Резка Драгар была награждена званием Народного героя Югославии 15 июля 1952.